# Polana (rejon mukaczewski)
Polana (ukr. Поляна) – wieś na Ukrainie, w obwodzie zakarpackim, w rejonie mukaczewskim, siedziba hromady. W 2001 liczyła 3239 mieszkańców.